# Sakizaya
Sakizaya ili Sakuzaya (doslovno "pravi čovjek", kineski: 撒奇萊雅 族; pinyin: Sāqíláiyǎ, povremeno Sakiraya ili Sakidaya) su tajvanski domorodci s populacijom od oko 5,000-10,000 stanovnika. Prvenstveno žive u gradovima na sjeveru Tajvana: Keelung, Taoyuan City i New Taipei, kao i na Hualienu (nekada poznat kao Kiray), gdje se nalazi njihova kultura.
Sakizaya su austronezijski narod, uglavnom povezan s drugim tajvanskim domorodcima. Imaju kulturne, jezične i genetske veze s drugim austronezijskim etničkim grupama, poput onih iz Filipina, Malezije, Indonezije, Madagaskara i Oceanije. Iako je njihov jezik njihov najprepoznatljiv znak; on nije prepoznata kao "pravi jezik", već samo dijalekt jezika Amis, iako jezici nisu gramatički slični.
Sakizayi su tradicionalno prakticirali obožavanje predaka. Međutim, većina se obratila na kršćanstvo. Njihovo društvo uglavnom je matrilinearno, a žene često imaju veće ovlasti. Dana, 17. siječnja 2007. vlada Tajvana prepoznala je zajednicu kao zasebnu etničku skupinu. Prije toga, prethodno su bili klasificirani kao Amis, etnička skupina u kojoj su se "skrivali" nakon što su se sa svojim saveznicima Kavalanima borili protiv Qing osvajača tijekom kasnog 19. stoljeća te brutalno izgubili i bili na pragu izumiranja.

## Kolonijalno doba
Prvi kontakt s ljudima izvan Formoze dogodio se tijekom 17. stoljeća, kada su stigli Nizozemci i Španjolci. Bilo je to vrijeme kada je pisan španjolski dokument o imenu i djelovanju ovoga naroda 1636. Od tada, nije bilo izvještaja o vanjskom kontaktu do 19. stoljeća.

## Incident Karewan
Godine 1878., Sakizaya i njihovi saveznici Kavalan, borili su se protiv kineskih Qing osvajača. Ovaj događaj je završio kao katastrofa za Kavalane i Sakizaye jer su mnogi ubijeni, a događaj je nazvan i „incident Takobowan” (također poznat i kao „incident Galeewan” ili „bitka Kalyawan”). Mnoge su raselili Han doseljenici. Preostali Sakizaye, u međuvremenu, bili su prisiljeni spojiti se s drugim narodima, kao što su Ami, s ciljem zaštite svoga identiteta.
Kada su Japanci vladali Tajvanom 1895. godine, antropolozi su klasificirali ove ljude kao podskupinu Amisa. Oni su, međutim, diskretno održavali vlastitu kulturu i jezik koji su se nastavili tijekom idućeg stoljeća.

## Moderna vremena
Zajednica je 2004. godine podnijela zahtjev Vijeću starosjedilačkih naroda za status službene etničke skupine na temelju povijesnih, jezičnih i kulturnih podataka. To je službeno podneseno 13. listopada 2005. Na kraju, zahtjev je odobren 17. siječnja 2007. godine, priznajući ih kao posebnu etničku skupinu.
Poput drugih tajvanskih domorodcima, Sakizaya se suočava sa suvremenim društvenim i gospodarskim izazovima. To uključuje urbanizaciju mladosti, fenomen koji može utjecati na njihov kulturu.